# Jack Elliott (Fußballspieler, 1995)
Jack Elliott (* 25. August 1995 in London) ist ein englisch-schottischer Fußballspieler.

## Karriere
Während seiner Zeit an der West Virginia University wechselte Elliott im Sommer 2016 auf Leihbasis zu South Florida Surf, die in dieser Zeit in der USL PDL beheimatet waren. Zur Saison 2017 wechselte er fest in die MLS zu Philadelphia Union. Sein Debüt dort hatte er am 2. April 2017 bei einer 1:2-Niederlage gegen D.C. United, als er zur zweiten Halbzeit für Richie Marquez eingewechselt wurde. In der Saison 2020 gewann er mit seiner Mannschaft den Supporters Shield.
Im Dezember 2024 wechselte er zu Chicago Fire, wo er in der Saison 2025 zumeist die Kapitänsbinde trägt.